# 里奥帕尔
里奥帕尔，是西班牙卡斯蒂利亚-拉曼恰自治区阿尔瓦塞特省的一个市镇。 总面积81km², 总人口1498人（2019年），人口密度18人/km²。